# Пелеканімім
Пелеканімім (Pelecanimimus) — ящеротазовий динозавр із групи Ornithomimosauria. Існував в Європі у ранній крейді (приблизно 130 млн років тому).

## Скам'янілості
Викопні рештки знайдено у липні 1993 року у відкладеннях формації Ля Хуергуіна в провінції Куенка в Іспанії. Голотип зберігається у музеї міста Куенка. Єдиний відомий зразок складається зі зчленованої передньої половини скелета і включає череп, нижні щелепи, усі шийні хребці та більшість задніх хребців, ребра, грудину, грудний пояс, повну праву передню кінцівку і більшу частину лівої передньої кінцівки. Навколо кістяка були виявлені відбитки шкіри в ділянці шиї, плечового пояса і верхньої частини передніх кінцівок. Інші відбитки шкіри збереглися позаду кістяного гребеня на задній стороні черепа. Шматочки шкіри та нижній частині горла віддалено нагадують щільний шкірястий мішок сучасних пеліканів. Звідси й пішла назва динозавра.

## Опис

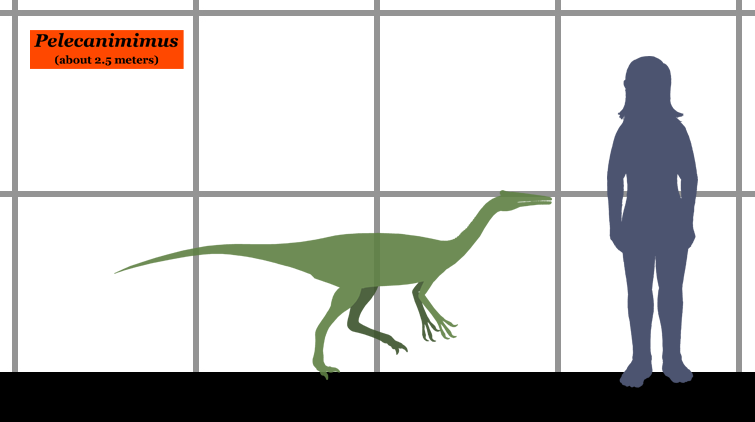
Порівняння розмірів пелеканіміма з розмірами людини

Пелеканімім був невеликим орнітомімозавром, приблизно 1,9—2,5 м завдовжки та 17—25 кг вагою. Його череп був надзвичайно довгим і вузьким, максимальна довжина приблизно в 4,5 раза перевищувала його максимальну висоту. Серед інших орнітомімозаврів вирізнявся великою кількістю зубів: всього в нього було близько 220 дуже маленьких зубів — сім передщелепних зубів, близько тридцяти верхньощелепних і сімдесят п'ять нижньощелепних. Зуби були гетеродонтними, показуючи дві різні основні форми. Зуби в передній частині верхньої щелепи були широкими та D-подібними в поперечному перерізі, тоді як ті, що знаходяться далі ззаду, були лезоподібними.